# Chazey-Bons
Chazey-Bons es una comuna francesa situada en el departamento de Ain, de la región de Auvernia-Ródano-Alpes.

## Historia
Fue creada el 1 de enero de 2017, en aplicación de una resolución del prefecto de Ain del 30 de junio de 2016 con la unión de las comunas de Chazey-Bons y Pugieu, pasando a estar el ayuntamiento en la antigua comuna de Chazey-Bons.

## Demografía
| Gráfica de evolución demográfica de Chazey-Bons entre 1800 y 2018 |
|                                                                   |

Los datos entre 1800 y 2013 son el resultado de sumar los parciales de las dos comunas que forman la nueva comuna de Chazey-Bons, cuyos datos se han cogido de 1800 a 1999, para las comunas de Chazey-Bons y Pugieu de la página francesa EHESS/Cassini. Los demás datos se han cogido de la página del INSEE.

## Composición
| Antigua comuna | Código INSEE | Población (2013) | Superficie (km²) | Densidad (hab./km²) |
| -------------- | ------------ | ---------------- | ---------------- | ------------------- |
| Chazey-Bons    | 01098        | 831              | 10.59            | 78                  |
| Pugieu         | 01316        | 169              | 4.85             | 35                  |